# ماري دودسون
ماري دودسون (بالإنجليزية: Mary Dodson)‏ هي فنانة أمريكية، ولدت في 24 سبتمبر 1932 في بيتسبرغ في الولايات المتحدة، وتوفيت في 15 فبراير 2016 في وودلاند هيلز، كاليفورنيا في الولايات المتحدة بسبب مرض باركنسون.

## وصلات خارجية
- ماري دودسون على موقع IMDb (الإنجليزية)
- ماري دودسون على موقع قاعدة بيانات الفيلم (الإنجليزية)